# Jacob Aall

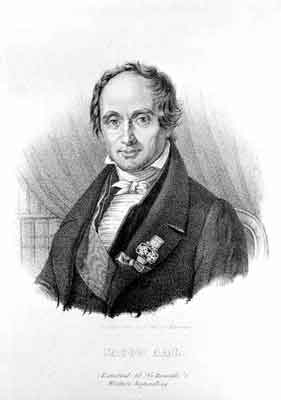
Jacob Aall (ca. 1839).

Jacob Aall (27 juli 1773, Porsgrunn - 4 augustus 1844, Arendal) was een zeer verdienstelijk Noors staatsman.
Hij studeerde eerst theologie en vervolgens natuurwetenschappen. Daarna kwam hij aan het hoofd van de ijzersmelterij van zijn vader te Arendal te staan. Zijn verdiensten op staatkundig gebied zijn bovenal gebleken in zijn ijverige werkzaamheid op de vergadering te Eidsvold in 1814, waar onder zijn invloed de volksvertegenwoordigers de vrijzinnige grondwet ontwierpen, welke thans nog in Noorwegen geldend is. Voorts gaf hij doorslaande blijken van staatkundige schranderheid in zijn geschrift Erindringer, een bijdrage tot de geschiedenis van Noorwegen in 1800–1815 (1844–1845; 2de druk 1858–1859). Ook als lid van de volksvertegenwoordiging vervulde hij van 1816–1830 bij herhaling een belangrijke rol.

## Referentie
- art. Aall, Jacob, in H. Zondervan (ed.), Winkler Prins' Geïllustreerde Encyclopaedie, Amsterdam, 19053, p. 6.

- Bibsys: 90223268
- Gemeinsame Normdatei: 116000252
- International Standard Name Identifier: 0000 0000 2906 8595
- KulturNav: 8490f640-7c1b-4808-889a-6e5ea354f377
- Library of Congress Control Number: n85312498
- Nederlandse Thesaurus van Auteursnamen: 131010190
- LIBRIS: 372678
- Système universitaire de documentation: 182220435
- Virtual International Authority File: 47502670
- WorldCat: E39PBJjt9Mbr9bVwyTdjm6FdwC